# Myrmecaelurus zigan
Myrmecaelurus zigan är en insektsart som beskrevs av H. Aspöck et al. 1980. Myrmecaelurus zigan ingår i släktet Myrmecaelurus och familjen myrlejonsländor. Inga underarter finns listade i Catalogue of Life.